# Эдинген-Неккархаузен
Эдинген-Неккархаузен (нем. Edingen-Neckarhausen) — община в Германии, в земле Баден-Вюртемберг. 
Подчиняется административному округу Карлсруэ. Входит в состав района Рейн-Неккар.  Население составляет 14 379 человек (на 31 декабря 2010 года). Занимает площадь 12,04 км².
Коммуна подразделяется на 2 сельских округа.

Эдинген-Неккархаузен

Эдинген-Неккархаузен